# Pulo Jumpa
Pulo Jumpa is een bestuurslaag in het regentschap Pidie van de provincie Atjeh, Indonesië. Pulo Jumpa telt 130 inwoners (volkstelling 2010).